# Crosley Hotspot
Crosley Hotspot och varianten Crosley Super Sport är små amerikanska sportbilsmodeller från Crosley Motors, som tillverkades 1950-1953.
Crosley Motors presenterade 1949 Crosley Hotspot för modellåret 1950. Den var Crosleys första sportbil och också den första serietillverkade amerikanska sportbilen efter andra världskriget. Flertalet sålda sportbilar i USA var vid denna tid brittiska, och de inhemska tvåsitsiga modeller som då kom på marknaden var inspirerade av brittiska modeller.
Hotspot saknade dörrar och hade en löstagbar sufflett. Den lyxigare versionen Super Sport, som introducerades för modellåret 1951 (det första året benämnd Hotspot Super), var försedd med dörrar. Super Sport hade också en sufflett, som var nedfällbar, samt en kylarprydnad i form av en stiliserad fågel. De båda modellerna såldes parallellt.
Den fyrcylindriga motorn på 724 cm3 var placerad fram, men bakom framaxeln. Hotspot var 3,48 meter lång och vägde normalt 497 kg och i avskalat skick för motorracing 450 kg. Reservdäck var monterat på det sluttande bakpartiet och det bakre bagageutrymmet var åtkomligt enbart från passagerarutrymmet. Bilens högsta hastighet var 130 km/timme.
År 1950 vann en Hotspot som uppstickare "Sam Collier Memorial Sebring Grand Prix of Endurance Six Hours". Detta var det första loppet på Sebrings motorracingbana i Sebring i Florida och en uthållighetstävling för sportbilar inspirerad av Le Mans 24-timmarslopp i Frankrike. Reglerna tog hänsyn till motorstyrka, vilket hjälpte Hotspot att vinna före en Ferrari. Loppet vanns med en medelhastighet på i genomsnitt 84 km/timme och en distans på 614 kilometer. Hotspotbilar dominerade motorsport för 750 cm3-bilar i USA under hela 1950-talet.
Tillverkningen upphörde 1952, när Crosley Motors lade ned sin biltillverkning i den då hårda konkurrensen på den amerikanska marknaden från "de tre stora" biltillverkarna General Motors, Ford och Chrysler

## Bildgalleri

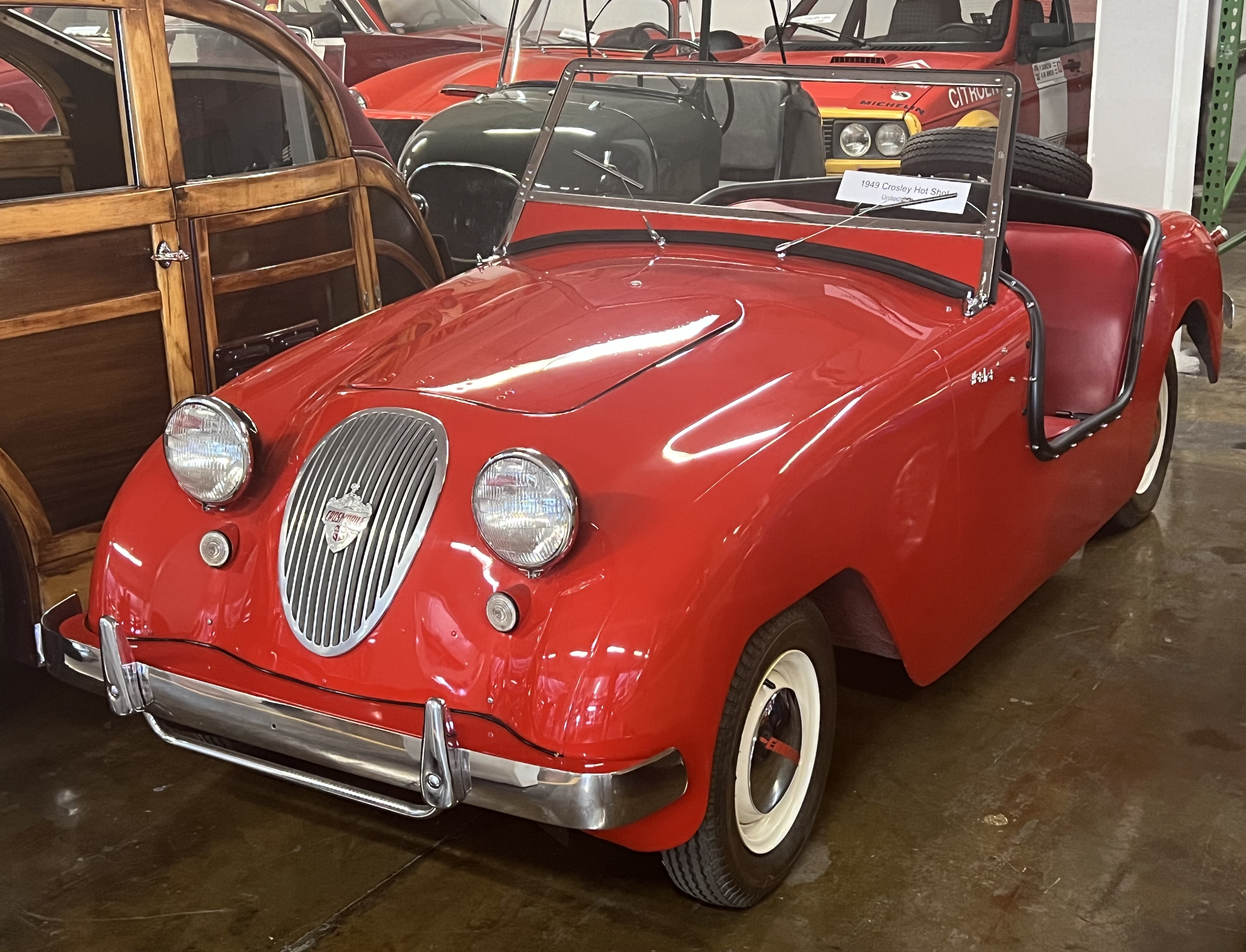
Exportmodell ("Crossmobile Hotspot") från 1949
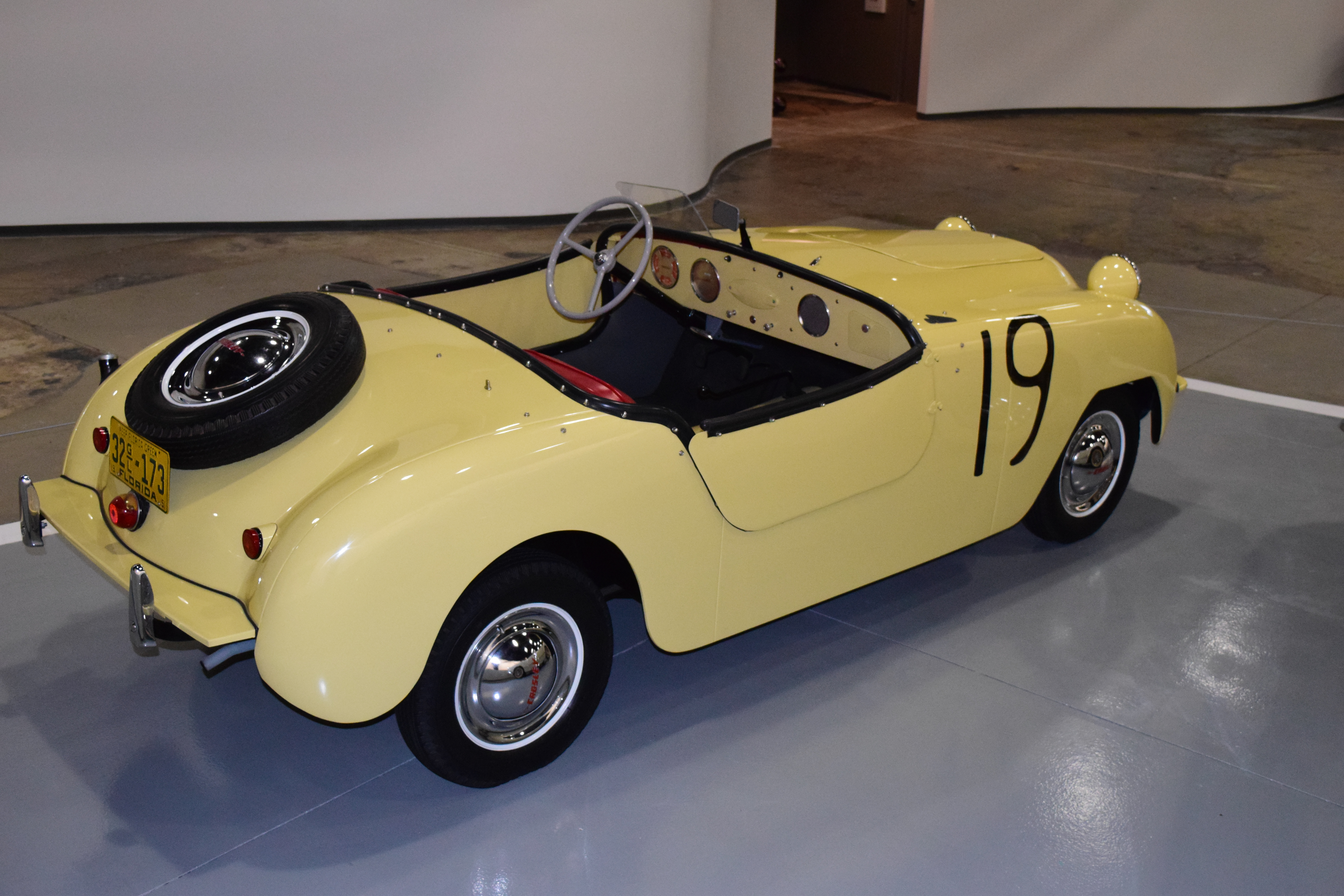
Den Hotspot som 1950 vann 6-timmars uthållighetslopp på Sebrings motorbana
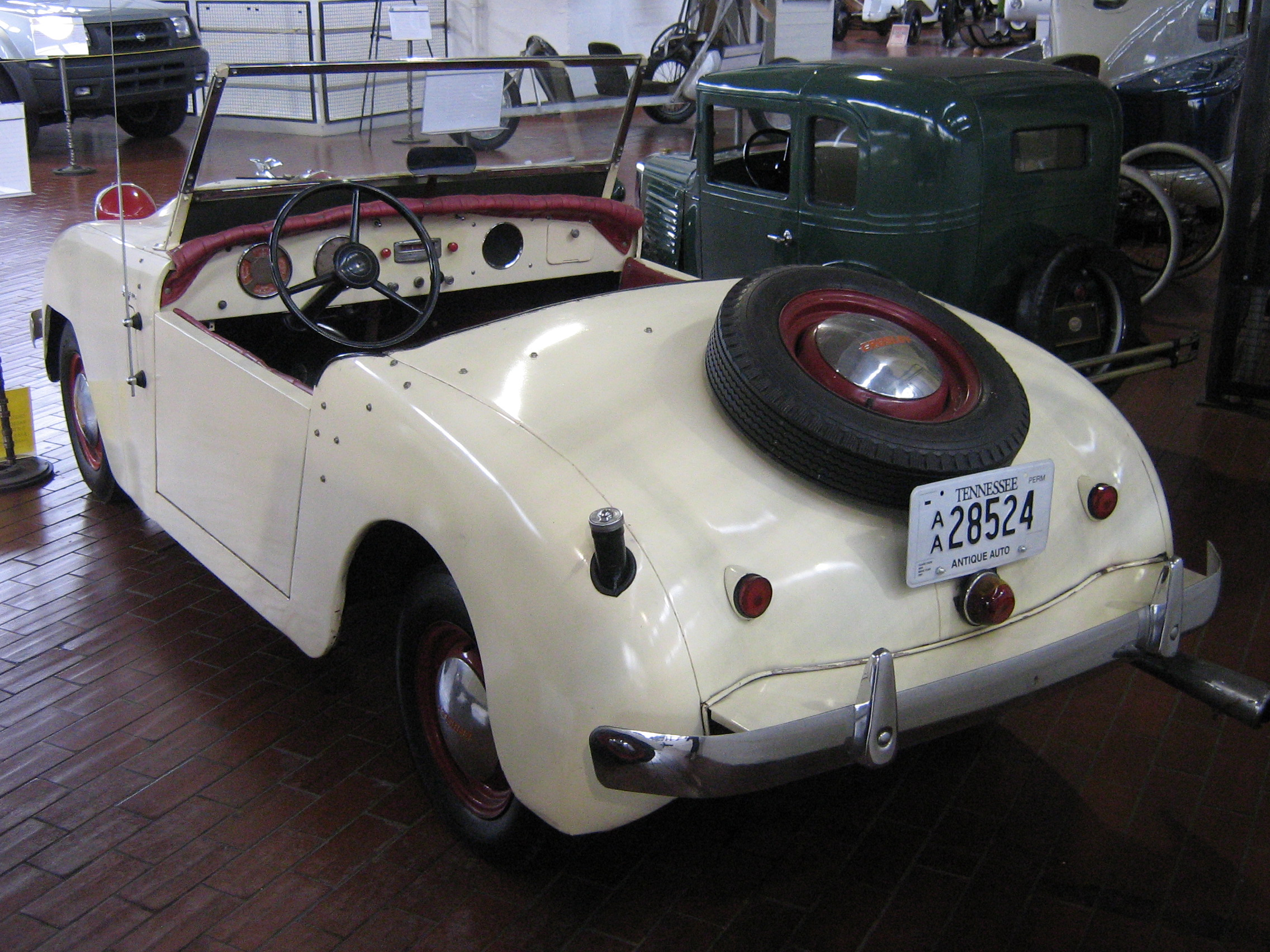
1951 Super Sport
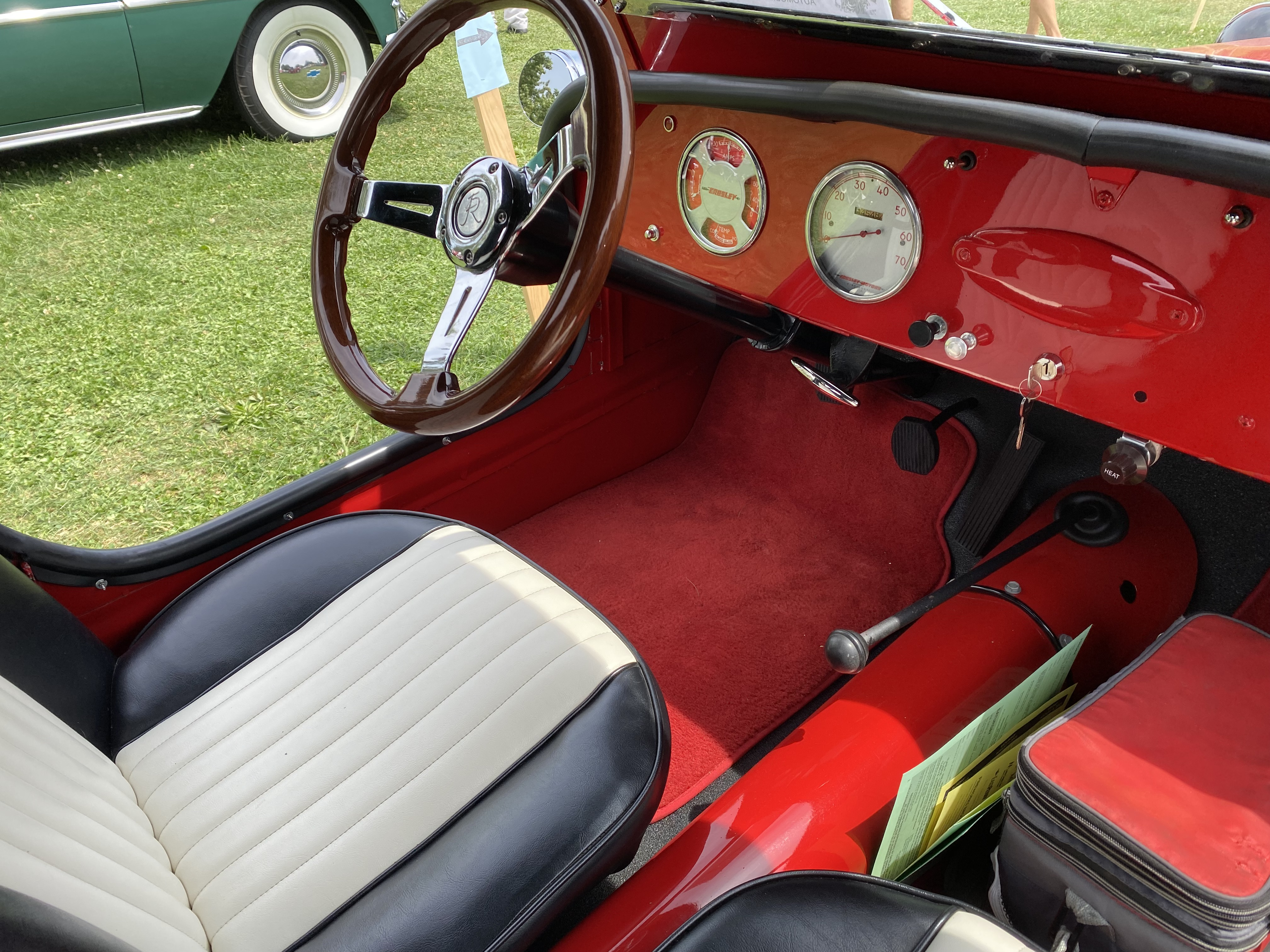
Instrumentbräda på 1950 års Hotspot
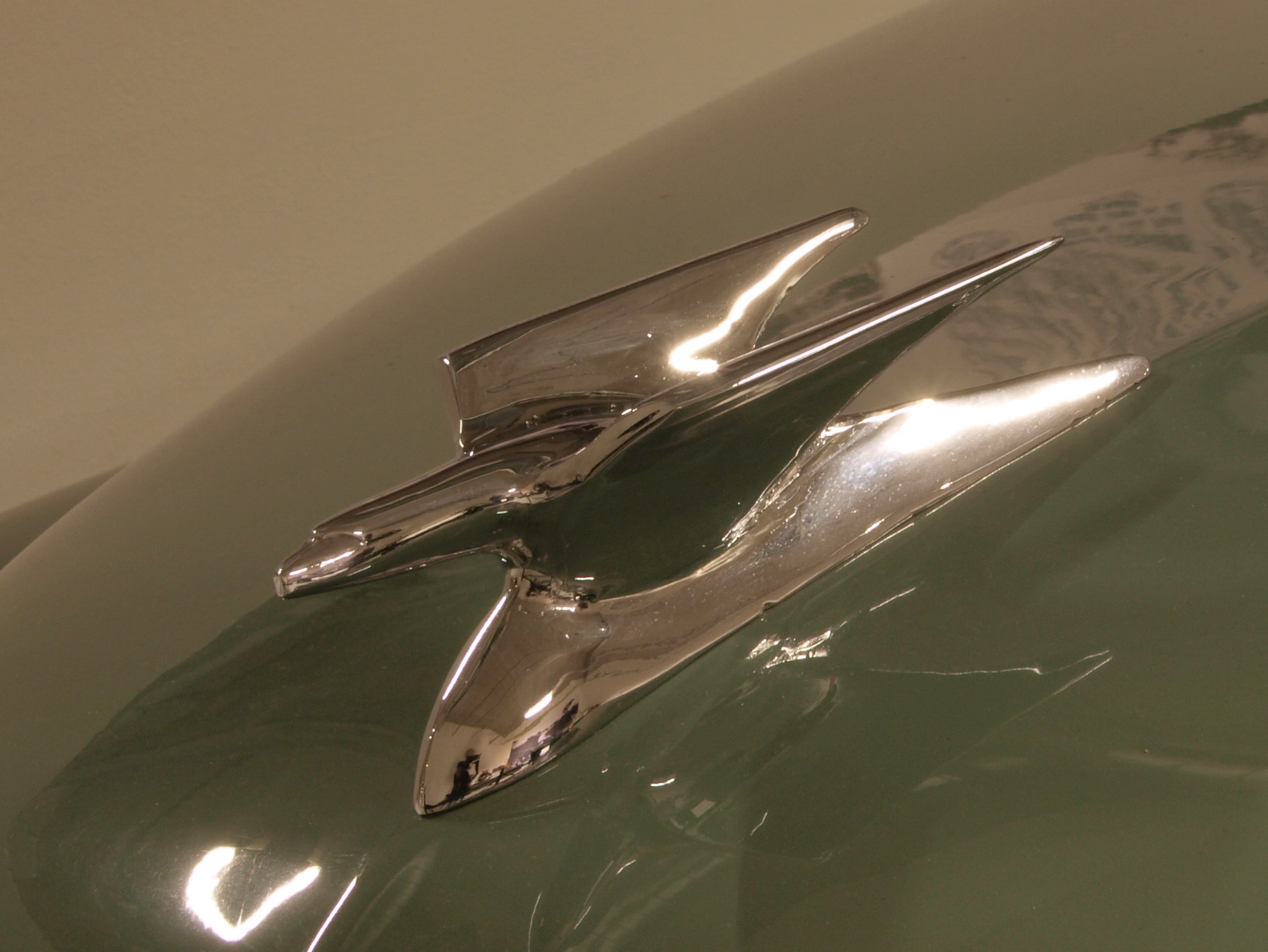
Kylarprydnad